# 金牌黑幫
是一部2015年英國犯罪驚悚片，為布萊恩·海格蘭執導和編劇。本片意味著海格蘭繼1997年的《鐵面特警隊》後再度重返犯罪類型的改編劇本，同時也是他執導的第五部電影。電影根據約翰·皮爾森的小說《The Profession of Violence: The Rise and Fall of the Kray Twins》改編而來，描述在1960年代的伦敦，一對雙胞胎黑道兄弟檔的黑帮历史。
由湯姆·哈迪一人分飾兩角並與艾蜜莉·布朗寧、柯林·摩根、大衛·休里斯、克里斯多福·艾克斯頓、查茲·帕明泰瑞、塔拉·菲茲傑拉德和泰隆·艾格頓共同主演。
主要拍攝於2014年6月開始在白金漢郡和倫敦等地進行。StudioCanal定於2015年9月9日在英國上映，而美國則由環球影業定於2015年11月20日發行。

## 劇情
在1960年代，「柯雷雙胞胎」是一對行徑暴力的黑道兄弟檔，兩人在工作的同時也控制自己神經質的一面。
Tom Hardy一人分饰两角，出演伦敦黑帮史上最叱咤风云的克雷兄弟，雷金纳德（Reginald Kray）和罗纳德（Ronald Kray）。他们统治了上世纪五六十年代整个伦敦的东区，从持械抢劫到暴力袭击，从收保护费到走私军火，谋杀，可以说是无恶不作。黑白两道通吃的他们在商界、政界、娱乐界都广受欢迎。兄弟中的弟弟自称是双性恋，与许多政客有染……警方在1968年将两兄弟捉拿归案，最终判处终身监禁，结束了他们罪恶的黄金时代…… （页面存档备份，存于）

## 演員
- 湯姆·哈迪 飾 羅納德·「朗尼」·柯雷／雷金納德·「瑞基」·柯雷（Ronald "Ronnie" Kray／Reginald "Reggie" Kray）[10]
- 艾蜜莉·布朗寧 飾 法蘭西絲·謝伊（Frances Shea）[11][12]，瑞基的女友
- 柯林·摩根 飾 法蘭基·謝伊（Frankie Shea）
- 克里斯多福·艾克斯頓 飾 倫納德·李德（Leonard "Nipper" Read）[11]
- 泰隆·艾格頓 飾 愛德華·「瘋狂泰迪」·史密斯（Edward "Mad Teddy" Smith）[13]
- 大衛·休利斯 飾 萊斯利·佩恩（Leslie Payne）[11]，柯雷兄弟的经纪人，与朗尼关系不和
- 阿奈林·巴纳德 飾 大衛·貝里（David Bailey）[14]
- 保羅·安德森 飾 艾爾伯特·多諾霍（Albert Donoghue）[15]
- 查茲·帕明泰瑞 飾 安傑洛·布魯諾（Angelo Bruno）[11]

## 市場行銷
2014年6月13日，電影的首張劇照釋出，這透露了哈迪一人分飾兩角的邊疆區雙胞胎。

## 評價
爛番茄有62%的評級，平均得分6／10；該網站共識：「作為一部黑幫傳記片，《金牌黑幫》有著重大的缺陷，但湯姆·哈迪的雙重角色演出毫不遜色，使其不辜負了它的片名」。Metacritic得分55，好壞平均參雜。

## 備註
1. 臺灣前譯：「黑幫傳奇」。

## 外部連結
- 官方网站
- 互联网电影数据库（IMDb）上《Legend》的资料（英文）
- Box Office Mojo上《Legend》的資料（英文）
- 爛番茄上《Legend》的資料（英文）
- Metacritic上《Legend》的資料（英文）